# 데이터 접근 계층
데이터 접근 계층 또는 데이터 액세스 레이어(data access layer, DAL)는 컴퓨터 소프트웨어에서 단순화된 접근을 객체-관계 데이터베이스와 같이 특정한 종류의 영구 스토리지의 데이터에 제공하는 컴퓨터 프로그램 계층이다. 이 두문자어 DAL은 마이크로소프트 환경에 현전히 많이 쓰인다.
이를테면 DAL은 (객체 지향 프로그래밍의 관점에서) 데이터베이스 테이블의 필드의 로우가 아닌 속성과 함께 완성되는 객체로의 참조를 반환할 수 있다. 이는 클라이언트(사용자) 모듈이 높은 수준의 추상화와 함께 생성될 수 있게 한다. 이러한 종류의 모델은 일치하는 데이터베이스 스토어 프로시저의 집합을 직접 참조하는 데이터 접근 방식의 클래스를 만듦으로써 구현할 수 있다. 다른 구현을 사용하면 파일 시스템에 대해 레코드를 조회하거나 쓰는 것이 잠재적으로 가능하다. DAL은 기반이 되는 데이터 소스의 복잡성을 외부 세상으로부터 숨기는 역할을 한다.
이를테면 데이터베이스의 특정 테이블에 접근하기 위해 insert, delete, update와 같은 명령을 사용하는 대신 데이터베이스 안에 클래스나 일부 스토어 프로시저를 만들 수 있다. 이 프로시저들을 클래스 내 메소드로부터 호출하면 요청된 값을 포함하는 객체를 반환하게 된다. 아니면 insert, delete, update 명령을 데이터 접근 계층 안에 저장된 registeruser 또는 loginuser과 같은 단순한 함수 안에서 실행이 가능하다.

## 같이 보기
- 데이터 접근 객체